# Campeonato Bielorrusso de Patinação Artística no Gelo de 2017–18
O Campeonato Bielorrusso de Patinação Artística no Gelo de 2017–18 foi a edição da temporada 2017–18 do Campeonato Bielorrusso de Patinação Artística no Gelo, um evento anual de patinação artística no gelo onde os patinadores artísticos competem pelo título de campeão Bielorrusso. A competição foi disputada entre os dias 16 de dezembro e 17 de dezembro de 2017, na cidade de Minsk, Minsk.

## Eventos
- Individual masculino
- Individual feminino
- Dança no gelo

## Medalhistas
| Evento                        | Ouro                  | Prata                           | Bronze                  |
| Individual masculino detalhes | Yakov Zenko           | Anton Karpuk                    | Evgenij Puzanov         |
| Individual feminino detalhes  | Aleksandra Chepeleva  | Mariya Saldakaeva               | Elizaveta Malinovskaya  |
| Dança no gelo detalhes        | Wang Shiyue Liu Xinyu | Anna Kublikova Yurij GGulitskij | nenhum outro competidor |

## Resultados

### Individual masculino
| Pos.              | Nome            | Pontos | PC        | PL        |
| ----------------- | --------------- | ------ | --------- | --------- |
| Medalha de ouro   | Yakov Zenko     | 157.04 | 57.68 (1) | 99.36 (1) |
| Medalha de prata  | Anton Karpuk    | 141.69 | 56.66 (2) | 85.03 (3) |
| Medalha de bronze | Evgenij Puzanov | 133.39 | 43.72 (3) | 89.67 (2) |

### Individual feminino
| Pos.              | Nome                   | Pontos | PC         | PL         |
| ----------------- | ---------------------- | ------ | ---------- | ---------- |
| Medalha de ouro   | Aleksandra Chepeleva   | 115.39 | 46.61 (1)  | 68.78 (2)  |
| Medalha de prata  | Mariya Saldakaeva      | 110.83 | 37.92 (3)  | 72.91 (1)  |
| Medalha de bronze | Elizaveta Malinovskaya | 101.00 | 41.10 (2)  | 59.90 (6)  |
| 4                 | Anna Poroshina         | 93.26  | 35.19 (4)  | 58.07 (7)  |
| 5                 | Alina Suponenko        | 90.44  | 29.38 (7)  | 61.06 (4)  |
| 6                 | Palina Salaneka        | 89.12  | 28.56 (10) | 60.56 (5)  |
| 7                 | Elizaveta Hlypovka     | 89.10  | 23.68 (15) | 65.42 (3)  |
| 8                 | Ekaterina Pahamovich   | 88.57  | 32.99 (5)  | 55.58 (9)  |
| 9                 | Anna Bobrova           | 84.48  | 28.71 (9)  | 55.77 (8)  |
| 10                | Alisa Turchina         | 84.15  | 29.18 (8)  | 54.97 (10) |
| 11                | Aleksandra Gavrilkina  | 83.99  | 30.10 (6)  | 53.89 (11) |
| 12                | Tatyana Chernaya       | 78.37  | 26.21 (12) | 52.16 (12) |
| 13                | Tatyana Yatskova       | 76.70  | 26.02 (13) | 50.68 (13) |
| 14                | Polina Sirotkina       | 74.00  | 26.76 (11) | 47.24 (15) |
| 15                | Margarita Ostrovskaya  | 71.71  | 24.40 (14) | 47.31 (14) |

### Dança no gelo
| Pos.             | Nome                               | Pontos | PC        | PL        |
| ---------------- | ---------------------------------- | ------ | --------- | --------- |
| Medalha de ouro  | Viktoriya Kovaleva / Yurij Belyaev | 154.61 | 61.54 (1) | 93.07 (1) |
| Medalha de prata | Anna Kublikova / Yurij Gulitskij   | 136.17 | 55.10 (2) | 81.07 (2) |